# Скуратовский опытно-экспериментальный завод
Скуратовский опытно-экспериментальный завод — завод, выпускающий проходческие щиты и другие землеройно-транспортные машины. Полное наименование — ООО «Скуратовский опытно-экспериментальный завод» («СОЭЗ»). Расположен в  Туле (Россия).

## История компании
Скуратовский опытно-экспериментальный завод основан в 1955 году в Центральном районе Тулы на базе шахты № 9 треста «Скуратовуголь» комбината «Тулауголь». Целью создания завода являлось изготовление экспериментальных образцов новой техники, для проведения научно-исследовательских работ по тематике института «ЦНИИПодземмаш». До 1995 года основным производственным профилем завода было изготовление (за счёт централизованного финансирования) опытно-экспериментальных образцов новых машин и оборудования для угольной промышленности, шахтного строительства и строительства метро.
В середине 2000-х годов было произведено нестандартное оборудование для Казанского и Московского метрополитенов.
В 1999 году заводом освоено производство и получено разрешение Госгортехнадзора на применение тоннелепроходческого комплекса КТП-1,5 для прокладки минитоннелей диаметром 1,5м (в проходке).
С 2000 года освоено производство продавливающих установок УДП-1,5 и тоннелепроходческих комплексов КМТП-1,5 для прокладки минитоннелей с продавливанием стальных и железобетонных труб диаметром 1,5м.
В 2000-2001 годах началось серийное производство переносных буровых станков СБГ-2, СБГ-3 для проведения буро-инъекционных и анкерных скважин диаметром до 250 мм (вертикальных, горизонтальных и наклонных). Эти станки использовались и успешно зарекомендовали себя при реставрации гостиного двора в Москве, строительстве комплекса на Манежной площади в Москве, реставрации сооружений Московского Кремля и др. На сегодняшний день выпущено и реализовано более трёхсот буровых станков различных модификаций, работающих во многих регионах России. Буровые станки широко используются для бурения в труднодоступных для других технических средств местах, например, из подвальных помещений зданий скважин различного инженерно-технического назначения. Выпускаемый для этих станков буровой инструмент позволяет сооружать скважины диаметром до 250 мм.
Самоходные буровые установки типа СБГ-3320 на базе многоцелевой коммунально-строительной машины МКСМ-800 (Курганского машзавода), освоенные в 2003 году нашли применение в ОАО «Гидроспецстрой» (г. Санкт-Петербург) и других строительных организациях.
Так же были освоены установки для управляемого прокола типа УП-30, УП-40 и УП-60 (могут применяться также для с санации изношенных канализационных трубопроводов).
Дальнейшее совершенствование и модернизация этой техники и применение этих технических средств позволяет исключить приобретение дорогостоящего импортного оборудования. Экономический эффект от внедрения минитоннелирования весьма значителен. Он позволяет прокладывать инженерные магистрали и высоконадёжные трубопроводы со стоимостью ниже в 2-3 раза по сравнению с применявшемися в прошлом технологиями, а также микротоннелированием, выполненным с использованием импортной техники.
Нестандартное оборудование, изготовленное заводом в 2003-05 годах для метростроителей Казани и Москвы, было представлено передвижной механизированной опалубкой ОПМ-18 для бетонирования свода станций метрополитена и комплексом оборудования для сооружения плиты проезжей части КСПП-14 в Серебряноборских тоннелях диаметром 14 метров.
В 2010-11 годах был разработан и изготовлен комплекс тоннелепроходческий КТПМ-5,6/6,0, предназначенный для строительства перегонных тоннелей метрополитена в условиях  Санкт-Петербурга.
В 2011-12 годах был разработан и изготовлен агрегат стволопроходческий АСП-8,0 предназначенный для механизации ведения работ по строительству шахтных стволов на калийных рудниках.
В 2013-14 годах был разработан и изготовлен агрегат стволопроходческий АСП-7,0 предназначенный для механизации ведения работ по строительству шахтных стволов на калийных рудниках.